# Moroccan Golf Classic
De Moroccan Golf Classic is een golftoernooi in Marokko dat sinds 2002 deel uitmaakt van de Europese Challenge Tour.

## Winnaars
| Jaar                                          | Baan                                          | Prijzengeld                                   | Winnaar                                       | Score                                         |
| Panalpina Banque Commerciale du Maroc Classic | Panalpina Banque Commerciale du Maroc Classic | Panalpina Banque Commerciale du Maroc Classic | Panalpina Banque Commerciale du Maroc Classic | Panalpina Banque Commerciale du Maroc Classic |
| --------------------------------------------- | --------------------------------------------- | --------------------------------------------- | --------------------------------------------- | --------------------------------------------- |
| 2002                                          | Royal Golf Dar Es Salam, Rabat                | € 130.676                                     | Jean-François Lucquin                         | -9                                            |
| 2003                                          | Royal Golf Dar Es Salam, Rabat                | € 135,044                                     | Greig Hutcheon                                | -8                                            |
| Attijari Wafa - Tikida Beach Moroccan Classic |                                               |                                               |                                               |                                               |
| 2004                                          | Golf du Soleil, Agadir                        | € 130,767                                     | Graeme Storm                                  | -16                                           |
| Riu Tikida Hotels Moroccan Classic            |                                               |                                               |                                               |                                               |
| 2005                                          | Golf du Soleil, Agadir                        | € 134,823                                     | Fredrik Widmark                               | -15 po                                        |
| Tikida Hotels Agadir Moroccan Classic         |                                               |                                               |                                               |                                               |
| 2006                                          | Golf du Soleil, Agadir                        | € 130,390                                     | Adrien Mörk                                   | -19                                           |
| Banque Populaire Moroccan Classic 2008        |                                               |                                               |                                               |                                               |
| 2008                                          | Pullman Mazagan Royal Golf and Spa, El Jadida | € 154,680                                     | Michael Hoey                                  | -12                                           |
| MOROCCAN CLASSIC by BANQUE POPULAIRE          |                                               |                                               |                                               |                                               |
| 2009                                          | Pullman Mazagan Royal Golf and Spa, El Jadida | € 144,396                                     | Robert Coles                                  | -13                                           |
| Moroccan Golf Classic                         |                                               |                                               |                                               |                                               |
| 2010                                          | Pullman Mazagan Royal Golf and Spa, El Jadida | € 150,000                                     | Christopher Ryan Baker                        | -13                                           |

In 2006 maakte Adrien Mörk op de Golf du Soleil een ronde van 59, hetgeen een baanrecord was.

In 2010 werd het toernooi van april tot juni uitgesteld omdat er geen vliegverkeer mogelijk was doordat er een aswolk afkomstig van de vulkaan Eyjafjallajökull in IJsland boven een deel van Europa hing.

## Play-off
In 2005 eindigden Gary Clark, Oliver Whiteley en Fredrik Widmark op -15. De twee Engelse spelers scoorden resp. 67 en 68 terwijl Widmark een laatste ronde van 72 maakte. De extra hole die gespeeld moest worden was een par 3. De Engelsen misten de smalle green, Widmark maakte een par en won. Het was zijn tweede overwinning op de Challenge Tour.

## Andere toernooien in Marokko
Op de Royal Golf werd in 1987 en in 1992 t/m 2001 ook het Marokkaans Open van de Europese PGA Tour gespeeld.
Sinds 2010 heeft Marokko weer een toernooi op de Europese PGA Tour (de King Hassan II Trophy). Tegelijkertijd wordt de Princess Lalla Meryem Cup van de Ladies European Tour gespeeld.